# Acidose ruminale
 (avril 2023).
Acidose du rumen
L'acidose ruminale, ou acidose du rumen, est un trouble de l'équilibre acido-basique désignant un état pathologique dû à une baisse du pH du rumen qui devient inférieur à la normale et donc acide (par opposition à l'alcalose, liée à une hausse du pH du sang). L’environnement du rumen devient trop acide et la flore du rumen, qui est responsable de la dégradation de la structure (fibres), meurt ou ne fonctionne plus correctement, ce qui entraîne un excès prolongé d’acides gras volatils dans le rumen. Comme ces acides gras fournissent à la vache 70 % de son apport énergétique, ils sont extrêmement importants. Toutefois, lorsque la quantité d’acides gras dans le rumen dépasse la capacité d’absorption, le pH diminue et l’acidification du rumen apparaît. Ce trouble métabolique est bien connu chez les ruminants, et notamment chez la vache laitière. On distingue différents types d'acidose : aigüe ou suraigüe, subaigüe et latente.

## Métrologie
L'acidose correspond à une acidité accrue du pH du rumen. Généralement, on considère qu'il y a acidose quand le pH naturel se situe en dessous de 6 pendant au moins 4 heures (son opposé, l'alcalose, se produit à un pH supérieur à 7,2). Il faut une analyse gazeuse du sang artériel et d'autres tests pour déterminer les causes principales du phénomène.

## Symptômes
Plusieurs indices ou alertes permettent de repérer un cas d’acidose :
- la baisse de la production laitière ;
- la chute du TB  (taux butyreux) de 1 à 5 points ;
- des diarrhées : bouses liquides, jaunâtre, avec présence de fibre ou de grains ;
- la perte ou l'irrégularité de l’appétit et de l’efficacité alimentaire ;
- l’état des pattes (fourbures) ;
- la diminution de la rumination ;
- le mauvais état général ;
- la déshydratation, etc.

## Causes
Il existe différentes causes qui favorisent cette acidification mais deux principales sont les plus fréquentes. La première est la carence du pouvoir tampon, due à un manque de fibres, particulièrement longues, dans la ration. Le pouvoir tampon correspond aux substances présentes dans la salive, notamment le bicarbonate de sodium. La salive est produite lors de la mastication en plus ou moins grande en fonction de la granulométrie et de la teneur en fibre de la ration.
La deuxième est l’excès de fermentescibilité, qui est lié à la teneur importante en sucres, amidons fermentescibles (blé, orge…), et pectine (pulpes d’agrumes, betteraves…). C’est une question de quantité distribuée et de rapidité de dégradation des aliments. 
Ensuite, différents facteurs de risques interviennent, comme la granulométrie de la ration qui influe sur la production de salive, la quantité et la vitesse de dégradation qui joue sur la fermentescibilité, ainsi que la composition de la ration et notamment le rapport fourrages/concentrés. Il faut donc veiller à respecter différents points de prévention afin de limiter ces facteurs de risques et donc les risques d’acidose, comme :
- apporter un minimum de fibres longues : 17 % de CB (cellulose brute), soit 1 kg de foin ou 500 g de paille par jour. Il ne faut pas donner des quantités importantes non plus qui conduirait à une déconcentration en énergie ;
- limiter la part de concentrés avec au maximum 45 % de la MS (matière sèche) totale ingérées avec de l’ensilage de maïs et 55 % avec de l’ensilage d’herbe ;
- soigner les transitions alimentaires ;
- éviter les excès de glucides fermentescibles : maximum 30 % de MS d’amidon + sucres dans la ration ;
- adapter la granulométrie des aliments ;
- étaler les apports des aliments les plus fermentescibles.

## Traitements
Il existe deux principales solutions de traitement : l’apport de bicarbonate de sodium et les levures.
Le bicarbonate de sodium permet de limiter ponctuellement la baisse du pH et s’utilise en cure à raison de 200 à 250 g par vache et par jour durant cinq jours.  Au-delà, cela peut entraîner une baisse de l’ingestion. Ce traitement est efficace sur les rations acidogènes mais inutile sur des rations ne présentant pas de risques. À ne pas oublier que son apport doit être accompagné de la modification de la ration, favorablement à la rumination. Il peut également être utilisé en accompagnement lors d’une transition rapide exceptionnelle.
Les levures permettent, elles, de stabiliser le pH ruminal et de stimuler l’activité de la microflore du rumen. Cette solution, beaucoup moins répandue, a été testée à plusieurs reprises et notamment par l’INRA, qui a montré l’intérêt de leur apport sur des vaches en début de lactation sur des ration à très forte proportion de concentrés (> 50 %). Ce traitement est donc encore peu utilisé.